# Schnellkäfer

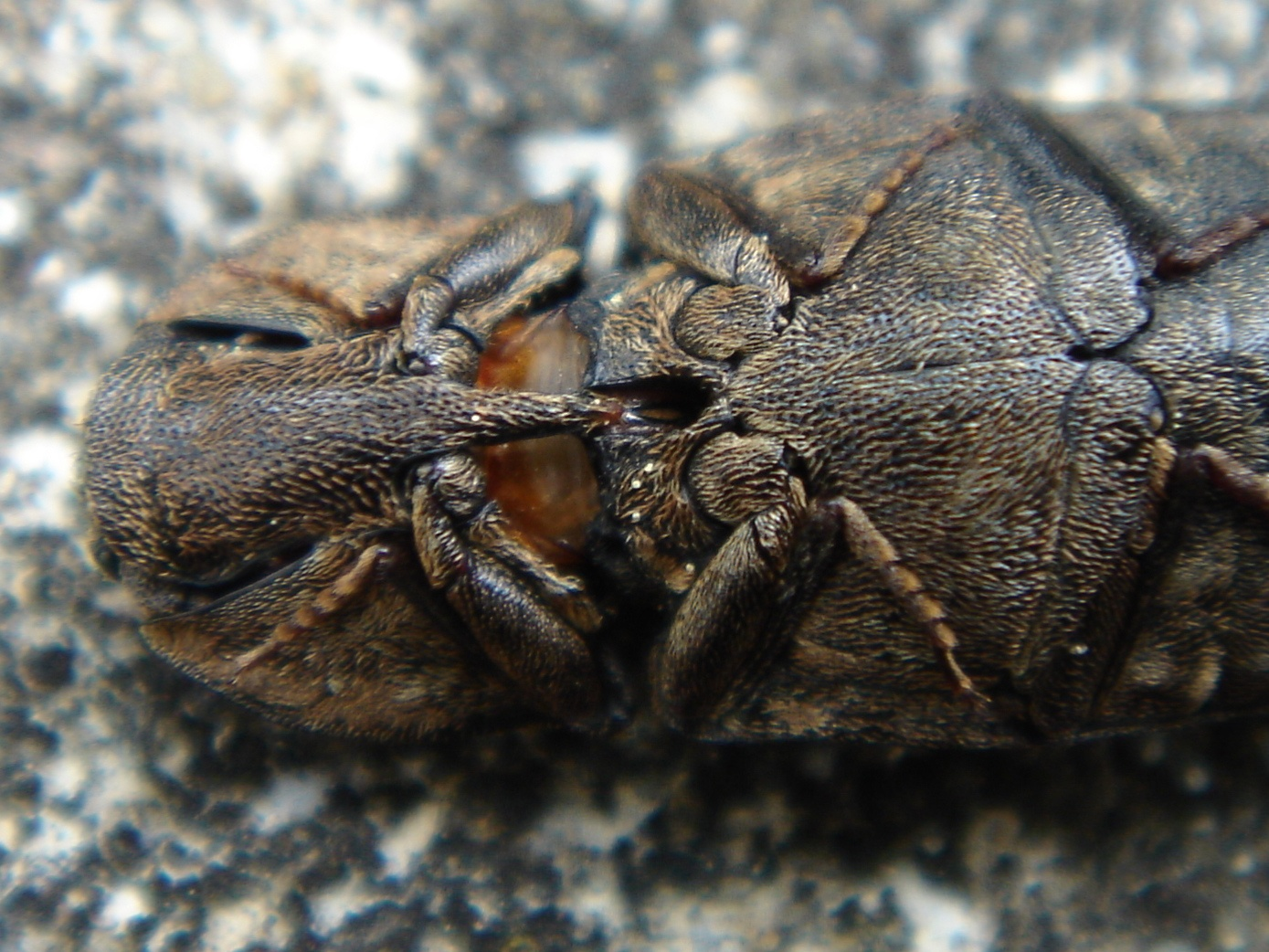
Schnellkäfer auf dem Rücken. Der „Schnellmechanismus“ mit dem Haken ist gut zu erkennen

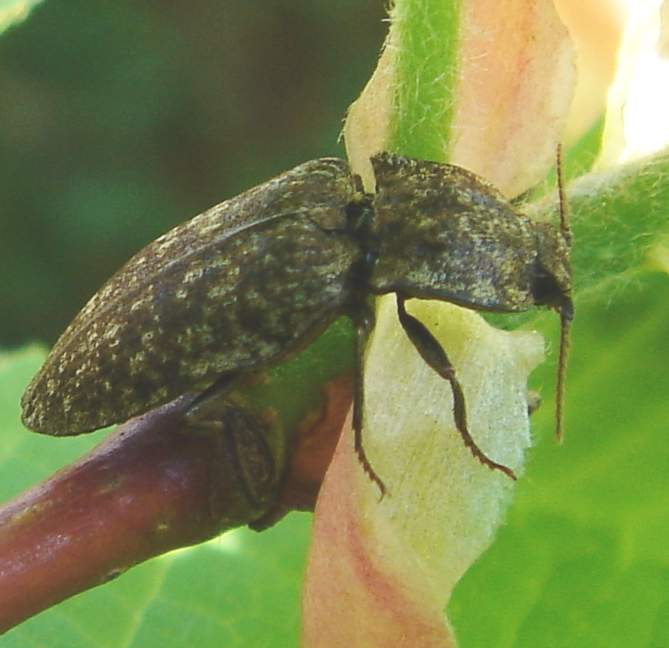
Schnellkäfer auf einem Ast

Die Schnellkäfer (Elateridae) sind eine Familie der Käfer innerhalb der Überfamilie Elateroidea. Weltweit sind knapp 10.000 Arten in mehr als 400 Gattungen bekannt. Das äußere Erscheinungsbild der Schnellkäfer ist sehr einheitlich. Charakteristisch ist ihre namensgebende Fähigkeit, sich mit Hilfe eines Sprungapparates selbst in die Luft zu katapultieren. Beim Hochschnellen ist ein knipsendes Geräusch zu hören, weswegen diese Käferfamilie im Englischen unter anderem auch „click beetles“ genannt wird. Die Larven leben grabend im Boden, in der Bodenstreu oder in Totholz, einige als Mitbewohner (Inquilinen) in Termitennestern. Sie ernähren sich saprophag, phytophag oder räuberisch. Einige Arten – beispielsweise die Drahtwürmer des Saatschnellkäfers – fressen an Wurzeln von Nutzpflanzen und sind als Agrarschädlinge bekannt.

## Merkmale

### Käfer
Die Käfer sind 0,9 bis 75 Millimeter lang. Ihr Körper ist mäßig bis sehr langgestreckt und 1,7 bis 5,2 Mal länger als breit. In der Regel sind die Körperseiten parallelrandig, wobei die Deckflügel (Elytren) an der Basis etwas verbreitert und an ihren Spitzen abgestutzt sind. Der Prothorax ist bei vielen Arten deutlich seitlich gekrümmt und hat am Anschluss an die Deckflügel seine schmalste Stelle. Die Käfer sind etwas abgeflacht bis am Rücken und den Seiten mäßig gekrümmt. Sie sind entweder unbehaart oder beflaumt. In der Regel unterscheiden sich Männchen und Weibchen nicht in ihrem Aussehen, bei manchen Arten sind die Weibchen jedoch größer, ihr Körper ist stärker konvex und hat stärker gekrümmte Seiten. Auch die Punktierung kann unterschiedlich sein.
Die Mundwerkzeuge sind nach vorne (prognath) bis mäßig stark nach unten gerichtet. Die Frontalregion am Kopf ist sehr variabel ausgebildet. Die Facettenaugen sind ungeteilt und häufig groß und hervortretend. Bei den Weibchen sind sie häufig kleiner. Sie sind unbehaart und fein facettiert; die Ommatidien sind exokon. Die Einlenkungen der Fühler sind mäßig bis weit voneinander getrennt. Sie sind von oben betrachtet sichtbar oder verdeckt. Bei manchen Arten sind sie erhöht oder befinden sich in schüsselförmigen Eindellungen. Die Fühler sind in der Regel 11-gliedrig, bei einigen Gattungen und Tribus haben sie jedoch 12 Glieder. Sie sind bei den meisten Arten fadenförmig oder gesägt, bei manchen Arten sind sie gefiedert, doppelt gefiedert oder lamellenförmig, wobei dann die Lamellen am dritten oder vierten Fühlerglied beginnen. Der Scapus ist meist viel länger als der Pedicellus. Bei den Arten mit lamellenförmigen Fühlern sind diese meist nur bei den Männchen so ausgebildet, wohingegen die Weibchen dann gesägte oder gefiederte Fühler haben. Die Mandibeln sind von kurz bis breit bis zu lang und schmal sichelförmig ausgebildet. An ihrer Basis befindet sich häufig eine Bürste aus Haaren.
Der Prothorax ist etwa 0,4 bis 1,35 mal so lang wie breit und in der Regel hinten am breitesten. Die Seiten sind mehr oder weniger bogenförmig, bei manchen Arten aber auch gerade oder nur vorne gekrümmt. Die vorderen Winkel sind abgerundet, abgestutzt oder leicht nach vorne gerichtet. Hinten sind sie mehr oder weniger spitz zulaufend und nicht selten stark nach hinten (posterior) oder seitlich nach hinten (posterolateral) verlängert. Sie sind häufig auch gerillt, wobei die Rillen manchmal bis auf die Scheibe des Pronotums reichen oder selten auch sublateral weiterlaufen. Der Hinterrand des Pronotums ist in der Regel deutlich gebogen oder mit unterschiedlich gekrümmten Rand. Der Prosternalfortsatz ist vollständig ausgebildet und hat parallele Seitenränder oder ist an der Spitze verjüngt. Er reicht in der Regel deutlich hinter die Hüften (Coxen) der Vorderbeine. Er ist leicht bist stark gekrümmt oder abrupt hinter den Hüften erhöht und passt in eine Einbuchtung am Mesoventrit. Die Einbuchtung ist mäßig bis sehr lang und tief, gelegentlich auch flach. Sie trägt ein Widerlager, in das der Prosternalfortsatz einrastet, um den Klickmechanismus auszulösen. Das Schildchen (Scutellum) ist gut entwickelt, bei manchen Arten abrupt erhöht. Die Deckflügel sind in der Regel zumindest doppelt so lang wie gemeinsam breit und zwei bis sechs Mal länger als das Pronotum. Sie tragen für gewöhnlich neun deutliche Punktreihen oder Streifen. Manche Arten sind unregelmäßig punktiert. Die Spitzen der Deckflügel bilden in der Regel eine gemeinsame Abrundung, bei manchen Arten sind sie aber jede für sich abgerundet, laufen spitz zu oder haben apikal Dorne. Es gibt auch Arten, bei denen der Apex der Deckflügel verkürzt ist, sodass die apikalen Tergite des Hinterleibs sichtbar sind, wie etwa bei den Weibchen mancher Arten der Cebrioninae. Die Hinterflügel sind bei fast allen Arten gut entwickelt. Nur bei wenigen Gruppen besitzen die Weibchen keine oder zurückgebildete Hinterflügel. Sie sind normalerweise 2,5 bis 3,5 Mal so lang wie breit. Die Radialzelle ist meist gut entwickelt und langgestreckt. Alle drei Beinpaare haben fünf Tarsenglieder. Sie sind meist einfach gebaut, bei manchen Arten tragen sie an der Unterseite behaarte Bereiche oder am vorletzten oder an mehreren Tarsengliedern membranöse Lamellen.
Der Hinterleib hat meist fünf Ventrite, nur bei den Cebrionini und Aplastini gibt es Arten, die sechs oder sieben besitzen. Die ersten vier sind meist verwachsen. Funktionale Stigmen befinden sich am achten Hinterleibssegment und am dritten bis siebten Hinterleibssegment in den Pleuralmembranen. Das neunte Tergit ist abgestutzt bis tief eingebuchtet oder fast vollständig in zwei Teile getrennt. Das zehnte Tergit ist in der Regel gut entwickelt und liegt frei. Nur selten ist es teilweise mit dem neunten verwachsen oder vollständig membranös.

### Larve
Die Larven werden 10 bis 60 Millimeter lang. Der Körper ist nahezu bei allen Arten langgestreckt und hat mehr oder weniger parallele Seitenränder. Er ist abgeflacht bis mehr oder weniger zylindrisch im Querschnitt. Bei den Tetralobini und Thylacosterninae ist der Körper breiter und madenförmig. Die Körperober- und Unterseite ist ähnlich dunkel oder hell pigmentiert. Bei hell pigmentierten Arten ist die Kopfkapsel und das neunte Tergum dunkel pigmentiert, die dorsale Körperseite ist außerdem dunkler als die ventrale oder die dorsale Oberfläche ist dunkel und hell gemustert. Die Cuticula ist in der Regel glatt, bei manchen Arten sind Tuberkel, schräge Rillen oder Bereiche mit speziellen Setae ausgebildet. Der Körper ist in der Regel fein behaart oder nur beflaumt. Bei den Tetralobini tritt dichter Bewuchs mit langen Haaren auf. Der Kopf ist in der Regel nach vorne oder leicht nach unten gerichtet, bei den Cebrionini und Aplastini ist er stark nach unten gewinkelt. Er ist mehr oder weniger abgeflacht, bei den Cebrionini und Aplastini ist er jedoch kugelig. Punktaugen (Stemmata) fehlen häufig, bei manchen Gruppen ist nur ein einzelnes Punktauge ausgebildet. Das Labrum ist vollständig mit dem Vorderrand der Frontoclypealplatte verwachsen und ist bei vielen Arten mittig stark nasenförmig ausgezogen. Die dreigliedrigen Fühler sind mäßig lang. Die Mandibeln sind symmetrisch. Sie sind in der Regel entweder schmal und sichelförmig, basal breit und schmal an der Spitze oder gedrungen und keilförmig. Sie haben ein bis drei Zähne. Die Maxillarpalpen sind viergliedrig, die Labialpalpen zweigliedrig.
Der Prothorax ist außer bei den Cebrionini und Aplastini nicht länger als der Meso- und Metathorax zusammen. Die Ventralseite des Prothorax trägt meist eine große, annähernd dreieckige Platte, die bei manchen Arten mittig geteilt ist und an die selten vorne ein kleines weiteres Sklerit angrenzt. Die anderen beiden Thoraxsegmente haben häufig keine deutlichen Platten an der Bauchseite. Die Beine sind meist gut entwickelt und entweder schlank oder stämmig. Sie tragen feine Setae oder kurze, kräftige Dornen. Inklusive des klauenförmigem Prätarsus sind sie meist fünfgliedrig und haben zwei Setae am Prätarsus. Bei den Thylacosterninae sind sie zurückgebildet, viergliedrig und haben keine Setae an den Klauen.
Die Terga des Hinterleibs sind bei vielen Arten einfach und sind fein behaart. Das neunte Hinterleibssegment ist ohne die Hinterleibsanhänge in der Regel kürzer oder nur etwas länger als das achte Segment, bildet keine bewegliche Platte und reicht immer auf die ventrale Seite, sodass das zehnte Segment ventral oder posteroventral orientiert ist. Bei den Cebrionini und Aplastini ist das neunte Segment hingegen viel länger. Das neunte Tergum ist sehr variabel und trägt häufig paarweise doppelt gegabelte Urogomphi. Das neunte Sternum ist immer teilweise oder vollständig frei, nur bei den Cebrionini und Aplastini ist es verdeckt. Es ist einfach oder manchmal U-förmig mit Hörnern oder Zähnen an den Seiten der Spitzen. Es ist nicht vom achten Sternum umschlossen. Das zehnte Segment bildet häufig einen kurzen, im Querschnitt zylindrischen Pygopod, der bei vielen Agrypninae von paarweise angeordneten Zähnen oder Haken flankiert wird. Bei den Cardiophorinae sind paarweise angeordnete, mäßig lange Pygopoden ausgebildet.
Schnellkäferlarven sind meist gut bis zur Gattungsebene bestimmbar, die Art ist jedoch meist erst durch das Durchzüchten bis zum adulten Käfer bestimmbar.

### Puppe
Die Puppe ist cremefarben oder weißlich-cremefarben gefärbt. Der Körper ist glatt oder trägt kurze oder lange Härchen oder Setae. Der Kopf ist von oben betrachtet mehr oder weniger vom Pronotum verdeckt. Die kleinen Augen sind von unten betrachtet teilweise von den Fühlern verdeckt. Die Mundwerkzeuge sind von dort gut sichtbar. Die Fühler liegen parallel auf der Ventralseite der Seiten des Prothorax. Das große Pronotum ist variabel ausgebildet. Bei manchen Arten ist ein Paar Vorsprünge und Setae in der Regel am Vorderrand und/oder nahe der Mitte oder an den Spitzen des Hinterrandes ausgebildet. Die Beine liegen frei und sind von der Bauchseite gesehen sichtbar. Das hintere Beinpaar ist fast vollständig von den Flügelscheiden bedeckt, lediglich die distalen Segmente der Tarsen sind sichtbar und ragen bis hinter das dritte oder vierte Ventrit. Der Hinterleib hat neun sichtbare Tergite und sieben oder acht sichtbare Sternite. Das neunte Tergit trägt bei manchen Arten paarige Anhängsel, die an die Urogomphi der Larven erinnern oder hat eine variable Ornamentierung. Die Tracheen des ersten bis siebten Segments befinden sich in den Pleuralmembranen und sind bei manchen Arten von oben aus betrachtet zu erkennen.

## Vorkommen
Die vier größten Unterfamilien der Schnellkäfer, die Agrypninae, Cardiophorinae, Denticollinae und Elaterinae, sind weit verbreitet. Die Tribus Pyrophorini der Agrypninae tritt jedoch hauptsächlich in der Neotropis und mit zwei Gattungen in Ozeanien auf. Die Tribus Agrypnini hingegen ist aus allen biogeographischen Regionen der Erde bekannt, hat ihren Verbreitungsschwerpunkt aber in der Afrotropis und Orientalis. Die weniger artenreiche Unterfamilie Negastriinae ist ebenso weit verbreitet, jedoch vor allem in der nördlichen Hemisphäre artenreich und häufig. Die Unterfamilien Thylacosterninae, Physodactylinae und Oxynopterini sind pantropisch verbreitet. Eine ganze Reihe von Unterfamilien, beispielsweise die Eudicronychinae, Hemiopinae, Morostominae und Subprotelaterinae treten nur in der östlichen Hemisphäre auf, wohingegen die Campyloxeninae und Semiotini nur in der Neotropis auftreten. Innerhalb der Unterfamilie Lissominae ist die Tribus Lissomini pantropisch verbreitet, die Oestodini kommen in Nordamerika und die Protelaterini in Neuseeland und Chile vor. Die Unterfamilie Cebrioninae ist sehr weit verbreitet, hat ihren Verbreitungsschwerpunkt jedoch in den trockeneren Gebieten Nord-, Zentral- und Südamerikas, Südeuropas, Nord- und Südafrikas, Kleinasiens und Zentralasiens. Die Pityobiini sind mit je einer Gattung aus Nordamerika, Chile und Neuseeland und mit mehreren Gattungen aus Australien bekannt.

## Lebensweise
Charakteristisch für die Familie ist ihr klickendes Hochschnellen, das normalerweise dann vollzogen wird, wenn die Tiere auf dem Rücken liegen. Ausgelöst wird der Sprung durch ein plötzliches Bewegen eines Fortsatzes am Prosternum in eine mesoventrale Einbuchtung. Die dazu notwendige Energie wird von einem Paar großer Muskeln am Thorax bereitgestellt. Die Muskelspannung wird dadurch erzeugt, dass der Fortsatz am Prosternum in ein Widerlager an der Öffnung der mesoventralen Einbuchtung einrastet. Wird vom Käfer ausreichend Kraft angewendet, rutscht der Fortsatz hinter das Widerlager in die Einbuchtung. Durch diese extrem schnelle Bewegung wird der Schwerpunkt der Tiere schnell genug angehoben, sodass sie in die Luft geworfen werden. Die Käfer nutzen dieses Verhalten zwar auch dafür, sich wieder auf die Bauchseite zu befördern, es kann jedoch in jeder Lage ausgelöst werden und dient vor allem der Flucht vor Fressfeinden. Im Allgemeinen reagieren die Käfer jedoch bei Störung zunächst mit Totstellen. Arten, die zur Biolumineszenz befähigt sind, beginnen nach längerer Störung auch zu leuchten und sind dabei sehr aktiv.
Die Imagines können regelmäßig in der Vegetation, aber auch nachts an Lichtquellen beobachtet werden. Sie ernähren sich phytophag von Pflanzensäften. In Gefangenschaft können sie auch mit Zuckerlösung gefüttert werden. Bis heute ist das Wissen über den Lebenszyklus und die Präimaginalstadien sehr lückenhaft. Eine Ausnahme davon stellen die wirtschaftlich wichtigen Arten dar. In der Regel dauert die Entwicklung der Käfer ein bis zwei Jahre, unter ungünstigen Bedingungen kann sie jedoch auch fünf bis acht Jahre dauern. So ist beispielsweise die vollständige Entwicklung vom Ei bis zur Imago von sechs Jahren Dauer bei Fulgeochlizus bruchi nachgewiesen. Bei Melanactes densus sind es sogar 12 Jahre bei einer einzelnen Larve. Die Verpuppung erfolgt in einer ovalen Kammer in verrottetem Holz oder in der Erde, die die Larve am Ende eines Gangs anlegt. Die Larven der Tribus Tetralobini bauen dünne, brüchige, ovale Kokons aus einem schwarzbraunen Sekret. Die Puppenruhe dauert meist zwei bis drei Wochen, im Anschluss leben die Imagines im Durchschnitt ein bis zwei Monate. In den gemäßigten Breiten überwintern die Imagines in der Puppenwiege und schlüpfen erst im Frühjahr.

## Larven
Bei den Larven werden drei Typen unterschieden. Der erste Typ, der die Pyrophorinae nach der Definition von Hyslop von 1917 umfasst und zu denen somit auch die Agrypninae, Denticollinae, Pityobiinae, Negastriinae und einige andere Gruppen zählen, haben eine unterschiedlich stark sklerotisierte Cuticula, einen dorsoventral abgeflachten Körper, paarweise angeordnete Urogomphi (also ein an der Spitze gegabeltes neuntes Tergum) und sichelförmige Mandibeln. Sie graben aktiv entweder in harter Erde oder unter Rinde und in Totholz. Innerhalb der auch mit Hilfe ihrer bedornten Beine und Urogomphi sowie der Analhaken angelegten Gänge können sie sich sehr effektiv fortbewegen.
Die Larven vom zweiten Typ umfassen die Elaterinae. Sie werden als Drahtwürmer bezeichnet. Ihr Körper hat einen zylindrischen oder annähernd zylindrischen Querschnitt und eine mehr oder weniger gleichmäßig und stark sklerotisierte Cuticula. Das neunte Tergum ist einfach und hat keine Urogomphi, die Mandibeln sind ebenso sichelförmig. Auf Grund ihres Körperbaus und den fehlenden dafür geeigneten Körperanhängseln können die Larven dieser Gruppe nur schon existierende Gänge und Hohlräume benützen. Sie leben in lockerer Erde, aber auch unter Rinde oder in faulendem Totholz, das schon mehr oder weniger stark verwest und locker ist.
Die Cardiophorinae zählen zu den Larven vom dritten Typ. Sie haben eine weiche Cuticula, einen Körper, der im Querschnitt zylindrisch ist und der in Pseudosegmente unterteilt ist. Sie haben ebenso keine Urogomphi und doppelt gelappte Mandibeln. Man findet sie häufig in lockerer Erde, wo sie aktiv graben, indem sie ihre ungewöhnlich geformten Mandibeln dazu nutzen, Erdstückchen zu zerkleinern.

### Nahrungsaufnahme der Larven
Die Larven sind in der Regel zur extraintestinalen Verdauung befähigt, sie verflüssigen ihre Nahrung also schon außerhalb des Verdauungstraktes und nehmen die dadurch entstehenden Flüssigkeiten auf. Die ventralen Mundwerkzeuge sind verwachsen und bilden einen Maxillolabial-Komplex, der an der Oberseite, also auf der innen liegenden Seite, dicht mit kurzen Haaren versehen ist. Diese Haare bilden eine Art Filter, der die aufzunehmenden Flüssigkeiten von festen Partikeln trennt. Bei der Ctenicera aeripennis-Gruppe wurde beispielsweise beobachtet, dass die Larven dafür eine braune Flüssigkeit auswürgen, die Amylasen enthält. Um zu fressen, zerkauen die Larven Kartoffelgewebe, würgen ihre Verdauungsflüssigkeit hervor und nehmen die durch die Enzyme entstehende Flüssigkeit auf. Die Verdauungssäfte von Pyrearinus termitilluminans enthalten Trypsin und verschiedene Carbohydrasen wie etwa Amylasen, Cellulasen, Trehalasen und Glucosidasen.

## Biolumineszenz
Etwa 200 Arten der Tribus Pyrophorini innerhalb der neotropischen und ozeanischen Agrypninae sowie zwei Arten der neotropischen Thylacosterninae (Balgus schnusei), sowie Campyloxeninae (Campyloxenus pyrothorax) sind zur Biolumineszenz befähigt. Die Imagines von Balgus schnusei senden ein grünes Leuchten aus zwei Verdickungen am Prothorax aus. Die Larven der Art sind unbekannt. Die Imagines der Pyrophorini haben ein Paar ovaler Vesikel, die an der Basis der hinteren Winkel des Prothorax liegen. Sie sind ohne Aktivität gelb gefärbt. Ein weiterer Bereich, der leuchtet, befindet sich auf der Bauchseite des ersten Hinterleibssegmentes. Dieser leuchtet nur während des Fluges, wobei auch die anderen beiden Bereiche gleichzeitig aufleuchten. Bei der Gattung Hifo ist nur dieser eine Bereich ausgebildet. Die Bereiche am Prothorax senden ein gelbes Leuchten aus, der am Hinterleib leuchtet orange, gelb, oder rot. Bei allen ist das Licht jedoch kontinuierlich zu sehen. Das Leuchten dient vermutlich der Werbung von Geschlechtspartnern, das Verhalten ist jedoch noch nicht erforscht. Wie auch bei vielen anderen biolumineszenten Lebewesen leuchten die Tiere durch Luciferin in Verbindung mit Sauerstoff, Luziferasen und Adenosintriphosphat.
Biolumineszenz ist auch von den Eiern mancher Arten, wie etwa Pyrearinus termitilluminans dokumentiert, die schwach, aber kontinuierlich leuchten. Die Larven der Pyrophorine leuchten im grünen Spektrum, vor allem am Pronotum. Bei manchen Arten leuchten auch paarweise, seitlich angeordnete runde oder schräge dorsoventrale Bereiche auf jedem Hinterleibssegment. Das Leuchten bei den Larven wird als Abwehrmaßnahme von Fressfeinden interpretiert, ist jedoch noch nicht genügend genau erforscht. Von den Larven von Pyrearinus termitilluminans ist bekannt, dass sie mit ihrem Kopf und dem leuchtend grünen Prothorax, welche sie aus der Öffnung ihres Tunnelsystems, das sie in Termitennestern anlegen, Jagd auf fliegende Insekten – vor allem dadurch angelockte Termiten und Ameisen – machen.

## Wirtschaftliche Bedeutung
Eine Reihe von Drahtwürmern, vor allem aus den Gattungen Agriotes, Athous, Cardiophorus, Ctenicera, Conoderus und Melanotus zählen zu wirtschaftlich relevanten Schädlingen an Getreide- und Futterpflanzen.

## Taxonomie und Systematik
Die Familie der Schnellkäfer wurde bereits in den frühesten Klassifizierungen der Käfer als Gruppe betrachtet. Bei der überwiegenden Anzahl der Gattungen ist ihre Stellung als monophyletisches Taxon als Ganzes sicher, jedoch ist die genaue Abgrenzung der Gruppe von den nächstverwandten Familien nicht abschließend geklärt. Trotz verschiedener Ansätze sind die verwandtschaftlichen Verhältnisse auch innerhalb der Familie nicht vollständig erforscht. Leschen, Beutel & Lawrence (2010) listen die von ihnen anerkannten 17 Unterfamilien daher lediglich alphabetisch. Nach einer Untersuchung von rDNA und mtDNA der schwach sklerotisierten Gruppen der Elateroidea durch Kundrata & Bocak (2011) zeigte sich, dass die Unterfamilie Cebrioninae als Tribus Cebrionini und Aplastini zu den Elaterinae und die Oxynopterini, Pityobiini und Semiotini statt im Unterfamilienrang, im Rang von Tribus zu den Denticollinae zu stellen sind. Entsprechend umfasst die Familie der Schnellkäfer folgende Unterfamilien:
- Agrypninae Candèze, 1857 (einschließlich Tetralobinae[1] und Schneckenhauskäfer[2])
- Thylacosterninae Fleutiaux, 1920
- Lissominae Laporte, 1835
- Campyloxeninae Costa, 1975
- Denticollinae Stein & Weise, 1877
- Negastriinae Nakane & Kishii, 1956
- Elaterinae Leach, 1815
- Cardiophorinae Candèze, 1860
- Hemiopinae Fleutiaux, 1941
- Physodactylinae Lacordaire, 1857
- Eudicronychinae Girard, 1971
- Subprotelaterinae Fleutiaux, 1936
- Morostominae Dolin, 2000

## Arten (Auswahl)
- Abelater
  - Abelater bosi
  - Abelater buechei
- Agriotes
  - Saatschnellkäfer (Agriotes lineatus)
  - Agriotes sputator
- Agrypnus
  - Mausgrauer Schnellkäfer (Agrypnus murinus)
- Ampedus
  - Ampedus areolatus
  - Gegürtelter Schnellkäfer (Ampedus balteatus)
  - Rosthaariger Schnellkäfer (Ampedus cinnabarinus)
  - Hellgelbflügeliger Schnellkäfer (Ampedus elegantulus)
  - Pechbeiniger Schnellkäfer (Ampedus elongatulus)
  - Ampedus erythrogonus
  - Länglicher Schnellkäfer (Ampedus glycereus)
  - Einfarbigmattschwarzer Schnellkäfer (Ampedus nigerrimus)
  - Gelbhaariger Schnellkäfer (Ampedus nigroflavus)
  - Ampedus pomonae
  - Ampedus pomorum
  - Ampedus quadrisignatus
  - Eichbaum-Schnellkäfer (Ampedus quercicola)
  - Rotdecken-Schnellkäfer (Ampedus rufipennis)
  - Blutroter Schnellkäfer (Ampedus sanguineus)
  - Ampedus sanguinolentus
  - Rothalsiger Schnellkäfer (Ampedus sinuatus)
- Purpurroter Schnellkäfer (Anostirus purpureus)
- Athous
  - Rotbauchiger Laubschnellkäfer (Athous haemorrhoidalis)
  - Gebänderter Schnellkäfer (Athous vittatus)
  - Athous bicolor
- Megerles Schnellkäfer (Brachygonus megerlei)
- Calambus bipustulatus
- Cidnopus
  - Cidnopus aeruginosus
  - Cidnopus pilosus
- Crepidophorus mutilatus
- Kammhorn-Schnellkäfer (Ctenicera)
  - Kupfriger Rindenschnellkäfer (Ctenicera cuprea)
  - Metallglänzender Rindenschnellkäfer (Ctenicera pectinicornis)
- Gestreifter Forstschnellkäfer (Dalopius marginatus)
- Denticollis linearis
- Wald-Humusschnellkäfer (Ectinus aterrimus)
- Schwarzer Rauhaarschnellkäfer (Hemicrepidius niger)
- Gebänderter Rillenbrust-Schnellkäfer (Hypoganus inunctus)
- Bluthalsschnellkäfer (Ischnodes sanguinicollis)
- Hellgelbschuppiger Grubenstirn-Schnellkäfer (Lacon querceus)
- Schwarzer Zwergschnellkäfer (Limonius minutus)
- Veilchenblauer Wurzelhalsschnellkäfer (Limoniscus violaceus)
- Glänzendschwarzer Buchthüften-Schnellkäfer (Procraerus tibialis)
- Seidenhaariger Schnellkäfer (Prosternon tessellatum)
- Selatosomus
  - Glanzschnellkäfer oder Glanzspringkäfer (Selatosomus aeneus)
  - Kreuz-Schnellkäfer (Selatosomus cruciatus)
- Synaptus filiformis

## Belege
1. 1 2 3 4 5 6 7 8 9 10 11 12 13 14 15 16 17 18 19 20 21 22 23  Richard A. B. Leschen, Rolf G. Beutel, John F. Lawrence (Hrsg.): Coleoptera, Beetles (= Handbook of Zoology. Arthropoda: Insecta). Band 2: Morphology and Systematics (Elateroidea, Bostrichiformia, Cucujiformia partim). de Gruyter, 2010, ISBN 978-3-11-019075-5, S. 75 ff. (englisch).
2. 1 2  Robin Kundrata, Ladislav Bocak: The phylogeny and limits of Elateridae (Insecta, Coleoptera): is there a common tendency of click beetles to soft-bodiedness and neoteny? In: Zoologica Scripta. 40, Nr. 4, April 2011, S. 364–378 doi:10.1111/j.1463-6409.2011.00476.x.